# 参与観察
参与観察（さんよかんさつ、英: participant observation）は、定性的な社会調査法のひとつ。参与観察法。

## 概要
定型的な方法論が確立しているわけではないが、参与観察に従事する者は研究対象となる社会に、しばしば数か月から数年に渡って滞在し、その社会のメンバーの一員として生活しながら、対象社会を直接観察し、その社会生活についての聞き取りなどを行う。観察者はフィールドノートに様々な記録をとり、それを後にデータとして扱うことがある。観察調査の記録に、テープレコーダー、カメラなどの機器を使うこともある。
参与観察は、外部の人には閉ざされているような特異な集団の調査には威力を発揮する。また、社会学や人類学、文化人類学、民俗学等で、特定の社会集団を研究する際に用いられる他、家庭、教室、会社組織などに対しても用いられることがある。参与観察の手法が科学的に確立される前の時代には、11世紀のアブー・ライハーン・アル・ビールーニー等や、19世紀のフランク・ハミルトン・クッシング等に至るまで、素朴ながら類似の手法の例が見られる。
参与観察による代表的な業績として、1910年代にポーランド・イギリスの人類学者ブロニスワフ・マリノフスキが長期にわたってニューギニアのトロブリアンド諸島の人々と行動を共にしてその生活の詳細な観察を行い、人類学研究においてはじめて科学的な意味での参与観察の研究手法を確立したことが有名である。マリノフスキはこの調査をもとに『西太平洋の遠洋航海者』を著した。別の分野ではW・F・ホワイトの『ストリート・コーナー・ソサエティ』（初版1943年）も知られている。

## 特徴

### 利点
- 問題を発見しやすく、問題の特質を浮き彫りにさせやすい。
- 調査対象となる社会の多次元的な把握に向いているため、その全体像を描きやすい。
- 問題となる事象についての対象者の経験をその内面に遡って理解し、対象者の行為を意味付け、問題の深層にアプローチできる。
- 時間を遡って調べられるので、対象の変化の過程をとらえることができる。

### 欠点
- 事例が極めて少なくなるため、標本としての代表性が問題となる。
- 定型的な方法が確立していないため、分析の成否が研究者・調査者個人の能力や性格に依拠する。
  - 一般化が困難で、観察者本人の主観の混じった不的確な観察や恣意的な推論の介入する余地が大きい。
  - 反復しての検証が困難。
- カルト宗教やこれに類する組織・団体に参与観察のために偽装加入した者が、本当の信奉者になってしまって想定期間を超えても脱退せず、そのまま加入し続ける危険性がある。